# Phoracantha freyi
Phoracantha freyi är en skalbaggsart som först beskrevs av Fuchs 1962.  Phoracantha freyi ingår i släktet Phoracantha och familjen långhorningar. Inga underarter finns listade i Catalogue of Life.